# Annebault
Annebault ist eine nordfranzösische Gemeinde mit 502 Einwohnern (Stand 1. Januar 2022), die im Département Calvados in der Region Normandie liegt. Derzeitige Bürgermeisterin ist Chantal Leneveu, die 2020 gewählt wurde. Ihre Amtszeit beträgt sechs Jahre.

## Lage
Annebault befindet sich etwa 17 Kilometer von Lisieux entfernt in der Landschaft Pays d’Auge. Im Gemeindegebiet entspringt das Flüsschen Ancre, das hier noch Ruisseau de Saint-Rémi genannt wird, und in westlicher Richtung zum Fluss Dives entwässert.

## Geschichte
Die Reste einer feudalen Motte, die ins 10. Jahrhundert datieren könnte, finden sich in einem Wald südlich von Annebault.

### Bevölkerungsentwicklung
| Jahr                       | 1962 | 1968 | 1975 | 1982 | 1990 | 1999 | 2009 | 2016 |
| Einwohner                  | 246  | 253  | 253  | 259  | 317  | 347  | 421  | 430  |
| Quellen: Cassini und INSEE |      |      |      |      |      |      |      |      |

## Persönlichkeiten
- Claude d’Annebault (um 1495–1552), französischer Militär, der 1538 Marschall von Frankreich wurde

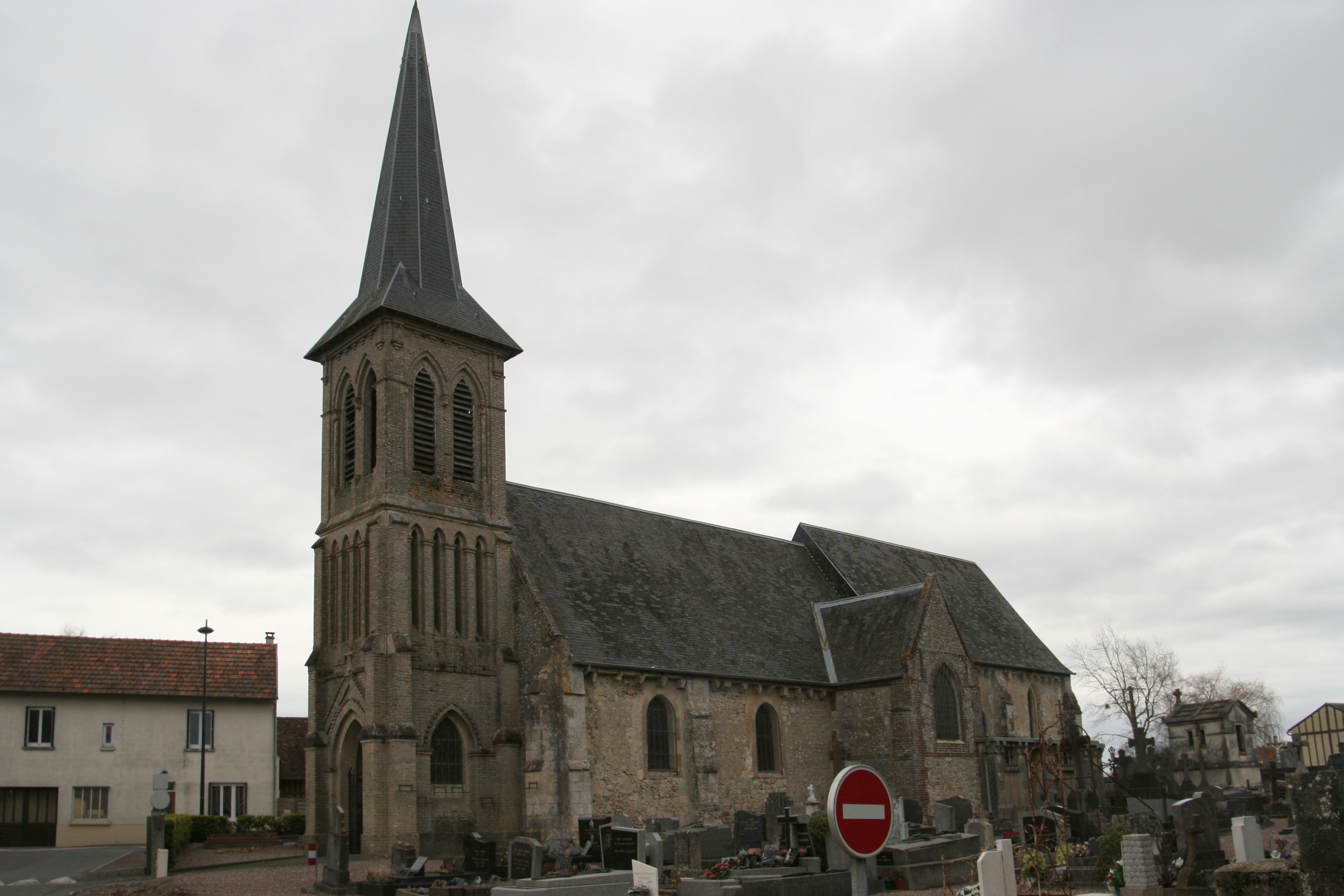
Kirche Saint-Remy